# マッセルマンの定理
マッセルマンの定理（マッセルマンのていり、英: Musselman's theorem）は、ユークリッド幾何学の三角形と円に関する定理。

三角形Tの頂点をA,B,C、Tの鏡映三角形をA*B*C*とする。三角形の外心Oと対応する三角形の頂点を通る円、つまり円AOA*,BOB*,COC* を描く。この円はマッセルマン円（Musselman circles） と呼ばれる。マッセルマンの定理によれば、3つのマッセルマン円はOとは異なる点Mで交わる。またMは、Tの九点円の中心の等角共役点であるコスニタ点の、Tの外接円による反転点である。
Encyclopedia of Triangle Centersにおいて、Mは三角形の中心{\displaystyle X_{1157}}に割り当てられている。

## 歴史
マッセルマンの定理は1939年、ジョン・ロジャース・マッセルマンとルネ・ゴールマハティヒによって発見され、1941年に証明された。また、ゴールマハティヒは一般化についても示している。 

## ゴールマハティヒの一般化
ゴールマハティヒによるマッセルマンの定理の一般化は、円には明確に言及していない。
前項と同様にT,A,B,C,Oを定める。またTの垂心をHとする。今、線分OA,OB,OC上の点A',B',C'をOA'  / OA= OB'  / OB= OC'  / OC= tを満たすように定める。次に、それぞれA',B',C'を通り、OA,OB,OCに直交する直線la , lb , lcとBC , CA , ABの交点をPa , Pb , Pcとする。
1884年、ノイベルグは、Pa , Pb , Pcは一直線R上にあることに気づいた。NをRに対するOの射影、N'をR上のON'  / ON= tを満たす点と定義する。QをQH / QO =  2tを満たすオイラー線上の点として、ゴールマハティヒはN'がTの外接円におけるQの反転点であることを証明した。